# اریکا سیاما
اریکا سیاما (انگلیسی: Erika Seyama؛ زادهٔ ۱۹ ژانویهٔ ۱۹۹۴) ورزشکار دو و میدانی زن در رشته پرش ارتفاع اهل اسواتینی است که در مجموع در مسابقات قهرمانی آفریقا برندهٔ ۱ مدال طلا شده‌است..